# Moussadek
Moussadek est une commune de la wilaya de Chlef en Algérie, située à 90 km au nord ouest de Chlef au cœur du Dahra.

## Sources, notes et références
1. ↑  « Wilaya de Chlef : répartition de la population résidente des ménages ordinaires et collectifs, selon la commune de résidence et la dispersion ». Données du recensement général de la population et de l'habitat de 2008 sur le site de l'ONS.